# Oreocharis acaulis
Oreocharis acaulis är en tvåhjärtbladig växtart som först beskrevs av Elmer Drew Merrill, och fick sitt nu gällande namn av Mich. Möller och A. Weber. Oreocharis acaulis ingår i släktet Oreocharis och familjen Gesneriaceae. Inga underarter finns listade i Catalogue of Life.